# یادرینو
یادرینو (به لاتین: Yadrino) یک منطقهٔ مسکونی در روسیه است که در استان آمور واقع شده‌است.